# همسر مسافر زمان (فیلم)
همسر مسافر زمان (به انگلیسی: The Time Traveler's Wife) فیلمی آمریکایی در سبک رمانتیک درام محصول سال ۲۰۰۹ می‌باشد که بر اساس رمانی به همین نام اثر ادری نیفنگر در سال ۲۰۰۳ ساخته شده‌است. این فیلم به کارگردانی روبرت شونتکه، و نویسندگی بروس جوئل روبین است که بازیگران آن اریک بانا، ریچل مک‌آدامز و ران لیوینگستون می‌باشند. داستان دربارهٔ یک کتابدار اهل شیکاگو به نام هنری دتمبل است که یک اختلال نادر ژنتیکی دارد. به همین دلیل، به‌طور اتفاقی در زمان سفر می‌کند و رابطه‌ای عاشقانه با کلر ابشیر برقرار می‌کند. آن‌ها بعداً باهم ازدواج می‌کنند.
فیلمبرداری در سپتامبر ۲۰۰۷ آغاز شد و قرار بود فیلم در پاییز ۲۰۰۸ عرضه شود اما اکران به تأخیر افتاد. بعدها مک‌آدامز گفت که این تأخیر به‌خاطر صحنه‌های اضافی و فیلمبرداری دوباره بود. به‌علاوه، بانا به‌خاطر فیلم دیگر خود به نام پیشتازان فضا در سال ۲۰۰۹ موهایش را بلند کرده بود. این فیلم در ۱۴ اوت ۲۰۰۹ منتشر شد.

## داستان
در اوایل سال ۱۹۷۰، هنری دترمبل با ماشین تصادف کرده و مادرش را ازدست می‌دهد ولی سهواً به دوهفته پیش سفر می‌کند و نجات می‌یابد. لحظاتی بعد، هنری از نمونه بزرگ شده خودش کمک می‌گیرد که او هم در زمان سفر کرده‌است. او نمی‌تواند زمان و مکان سفرهایش را کنترل کند و بسوی افراد خاصی کشیده می‌شود. او قادر به تغییر رویدادهای زندگیش نیست و تنها تأثیرات مختصری می‌گذارد.
در سال ۱۹۹۱، هنری با کلر ابشیر در کتابخانه محل کارش ملاقات می‌کند. کلر از این ملاقات به‌شدت خوشحال می‌شود و توضیح می‌دهد که نمونه آینده هنری را در کودکی ملاقات کرده‌است. از کودکی، هنری بهترین دوست کلر بوده و به دیدن او می‌رفته است. کلر به او علاقه‌مند می‌شود و وقتی می‌فهمد او متأهل است ناراحت می‌شود. وقتی کلر ۱۸ ساله می‌شود (دوسال بعد)، هنری او را می‌بوسد و اشاره می‌کند که آن‌ها به هم متصل هستند و در آینده باهم ازدواج خواهند کرد. رابطه‌ای را آغاز می‌کنند که اختلال هنری ان را به چالش می‌کشد. آن‌ها نهایتاً ازدواج می‌کنند.
اختلال هنری مشکلاتی در رابطه‌اش با کلر ایجاد می‌کند. به‌علاوه ظاهراً بچه دارشدن هم برای آن‌ها غیرممکن است، چون ژن‌های هنری باعث می‌شود جنین در زمان سفر کند. نهایتاً هنری به وازکتومی دست می‌زند. اما کمی بعد کلر برای بار آخر باردار می‌شود (توسط نوع جوان تر هنری) و بچه متولد می‌شود. هنری در زمان سفر می‌کند و با نوجوانی دخترش، البا، ملاقات می‌کند و می‌فهمد او نیز مسافر زمان است. البا می‌گوید هنری در ۵ سالگی او می‌میرد. هنری این حقیقت را از کلر مخفی می‌کند. نهایتاً در یکی از سفرها، پدر کلر سهواً به او شلیک می‌کند. هنری برمی‌گردد و در آغوش کلر می‌میرد. چند سال بعد، هنری جوان به دیدار البا و کلر می‌آید و می‌گوید بازهم با آن‌ها ملاقات خواهد کرد. اما نمی‌خواهد کل عمرشان منتظر او باشند.